# Gemini (protocole)
Pour les articles homonymes, voir Gemini.
Ne doit pas être confondu avec Google Gemini ou Gemini (chatbot).
 (janvier 2021).
La mise en forme du texte ne suit pas les recommandations de Wikipédia : il faut le « wikifier ».
Les points d'amélioration suivants sont les cas les plus fréquents. Le détail des points à revoir est peut-être précisé sur la page de discussion.
- Les titres sont pré-formatés par le logiciel. Ils ne sont ni en capitales, ni en gras.
- Le texte ne doit pas être écrit en capitales (les noms de famille non plus), ni en gras, ni en italique, ni en « petit »…
- Le gras n'est utilisé que pour surligner le titre de l'article dans l'introduction, une seule fois.
- L'italique est rarement utilisé : mots en langue étrangère, titres d'œuvres, noms de bateaux, etc.
- Les citations ne sont pas en italique mais en corps de texte normal. Elles sont entourées par des guillemets français : « et ».
- Les listes à puces sont à éviter, des paragraphes rédigés étant largement préférés. Les tableaux sont à réserver à la présentation de données structurées (résultats, etc.).
- Les appels de note de bas de page (petits chiffres en exposant, introduits par l'outil «  Source ») sont à placer entre la fin de phrase et le point final[comme ça].
- Les liens internes (vers d'autres articles de Wikipédia) sont à choisir avec parcimonie. Créez des liens vers des articles approfondissant le sujet. Les termes génériques sans rapport avec le sujet sont à éviter, ainsi que les répétitions de liens vers un même terme.
- Les liens externes sont à placer uniquement dans une section « Liens externes », à la fin de l'article. Ces liens sont à choisir avec parcimonie suivant les règles définies. Si un lien sert de source à l'article, son insertion dans le texte est à faire par les notes de bas de page.
- La présentation des références doit suivre les conventions bibliographiques. Il est recommandé d'utiliser les modèles {{Ouvrage}}, {{Chapitre}}, {{Article}}, {{Lien web}} et/ou {{Bibliographie}}. Le mode d'édition visuel peut mettre en forme automatiquement les références.
- Insérer une infobox (cadre d'informations à droite) n'est pas obligatoire pour parachever la mise en page.

Pour une aide détaillée, merci de consulter Aide:Wikification.
Si vous pensez que ces points ont été résolus, vous pouvez retirer ce bandeau et améliorer la mise en forme d'un autre article.
Gemini est un protocole de communication client-serveur. C'est un protocole de la couche application qui utilise le protocole TCP comme couche de transport. Il permet notamment d'accéder à des documents texte simples de type hypertexte. Les échanges entre le client et le serveur sont sécurisés à l'aide du protocole TLS. Le protocole est lancé en 2019 et est mis au point de manière collaborative, mais il n'est pas un standard internet.

## Présentation
Le protocole a été créé afin de répondre aux dérives du web selon ses auteurs. Le but n'est pas de remplacer le web ou Gopher mais de proposer une alternative. Gemini est à mi-chemin entre la simplicité de Gopher et la complexité du Web, comme, dans le domaine spatial, le Programme Gemini a servi d’étape intermédiaire entre le Programme Mercury et le Programme Apollo. Le port utilisé, 1965, est une référence à l’année de lancement de Gemini 3, premier vol Gemini habité.
Les ressources Gemini sont identifiées au moyen d'URL dont le schéma est gemini://. Contrairement au protocole HTTPS qui possède un équivalent non chiffré (HTTP), le protocole Gemini ne définit volontairement pas d'équivalent non chiffré.
Le langage de balisage privilégié n'est pas HTML, mais un langage léger (comme l'est Markdown), appelé Gemtext.

## Implémentation

### Serveurs
De nombreux serveurs ont été développés pour ce protocole dans des langages de programmation divers. Certains possèdent des fonctionnalités avancées comme la création de Virtual Host, la prise en charge des interfaces CGI ou encore du proxy inverse.
Il existe également différents proxies permettant d'accéder à Gemini via HTTP et donc en utilisant un navigateur web.

### Clients
Des clients sont disponibles sur les principaux systèmes d'exploitation existants. Certains n'implémentent que des fonctionnalités de base, d'autres sont capables d'afficher des images ou de jouer un son.
La page Wikipedia en anglais liste de nombreux logiciels.

## Statistiques
Le 23 décembre 2020, le réseau Geminicomptait 506 capsules (et 64 000 URI), dont 17 % utilisaient des certificats fournis par Let's Encrypt, réparties sur 371 adresses IP, dont 17 % en IPv6.
Au 11 mars 2022, le réseau Gemini comptait 2 824 capsules.
Le projet Gemini a également fait l'objet d'une présentation lors du FOSDEM 2021 et son essor rapide suscite l'intérêt de la communauté pour sa prise en charge dans la commande cURL, bien que le schéma d'URI ne soit pas enregistré auprès de l'IANA.